# Starzyńce
Starzyńce (biał. Старынцы, Staryncy; ros. Старинцы, Starincy) – wieś na Białorusi, w obwodzie grodzieńskim, w rejonie brzostowickim, w sielsowiecie Brzostowica.
W dwudziestoleciu międzywojennym wieś leżała w Polsce, w województwie białostockim, w powiecie grodzieńskim.